# Philipp Reis
Johann Philipp Reis, född den 7 januari 1834 i Gelnhausen, död den 14 januari 1874 i Friedrichsdorf, var en tysk uppfinnare.
Egentligen uppfanns den första telefonen av en italiensk-amerikan vid namn Antonio Meucci. Johann Philippe Reis var den andra som gjorde en av de första telefonerna. Den uppfinningen fick dock aldrig någon stor uppmärksamhet, därför att Reis hade gjort ett fel så att ljudkvaliteten på telefonen var mycket dålig. Inte förrän 16 år senare (1876) tog någon upp försöken med att uppfinna en maskin som kunde förmedla ljud från ett ställe till ett annat. Det var en man vid namn Alexander Graham Bell. Bells telefon var likadan som Reis förutom att han hade åtgärdat felet som Reis gjort.